# Krynica-Zdrój
Krynica-Zdrój, innan 31 december 2001 Krynica (ryska: Krenycja), är en stad i södra Polen, i bergen Beskid Sądecki, med cirka 13 000 invånare. 

## Historia
Ortens namn nämndes första gången 1547; den blev stad 1889. Delar av invånarna tillhör minoritetsgruppen lemker. Staden är en kurort, kallad "de polska kurorternas pärla", en turistort och vintersportort.
Världsmästerskapet i ishockey 1931 spelades i Krynica-Zdrój. Andra sportarrangemang som anordnats i staden är Europamästerskapen i rodel 1935, Världsmästerskapen i rodel 1958 och 1962 samt Euro Ice Hockey Challenge 2004.
En gondollift, byggd 1997 på berget Jaworzyna Krynicka nära orten, har hjälpt till att göra orten till en av de viktigare skidorterna i Polen. De närliggande bergen används också för längdskidåkning och mountainbike.
Ibland kallas orten "Östeuropas Davos" på grund av ett ekonomiskt toppmöte som hålls där i september vart tredje år. Politiker, bland annat statsöverhuvuden, och affärsmän från flera länder i Centraleuropa, det tidigare Sovjetunionen och Arabvärlden möts då för att diskutera ekonomiska och politiska frågor där.
Krynica-Zdrój var hemort för Nikifor, en berömd naivistisk målare.

## Vänorter
- Bardejov, Slovakien
- Amersham, England, Storbritannien
- Bad Sooden-Allendorf, Hessen Tyskland

### Fotnoter
1. ↑  ”6 februari 1931” (på svenska). Dagens nyheter. 6 februari 2014. Arkiverad från originalet den 31 mars 2017. https://web.archive.org/web/20170331025351/http://blogg.dn.se/150ar/2014/02/06/6-februari-1931/. Läst 30 mars 2017.